# Čeľadince
Čeľadince (in ungherese Családka) è un comune della Slovacchia facente parte del distretto di Topoľčany, nella regione di Nitra.